# Saccharomycopsis vini
Saccharomycopsis vini är en svampart som först beskrevs av Kreger-van Rij, och fick sitt nu gällande namn av Van der Walt & D.B. Scott 1971. Saccharomycopsis vini ingår i släktet Saccharomycopsis och familjen Saccharomycopsidaceae.   Inga underarter finns listade i Catalogue of Life.